# Kazan (kookgerei)
Een kazan, qazan, qozon  of ghazan (Azerbeidzjaans: qazan, Oezbeeks: qozon, Kazachs: қазан, Kirgizisch: казан, Turks: Kazan, Russisch: казан, Roemeens: cazan) is een soort grote kookpot, gebruikt in Centraal-Azië en Rusland, en is te vergelijken met een ketel of braadpan.
Kazans komen voor in verschillende maten en zijn belangrijk tijdens de feestvieringen, wanneer veel voedsel voor de gasten moet bereid worden. Kazans kunnen op verschillende manier gebruikt worden. Soms worden ze op een metalen frame boven een open vuur geplaatst. Bij de grotere kazans kan voor het vuur een gat gegraven worden in de grond waar de kazan bovenop wordt gezet. Kleinere kazans kunnen rechtstreeks op een gasvuur gezet worden.

## Galerij

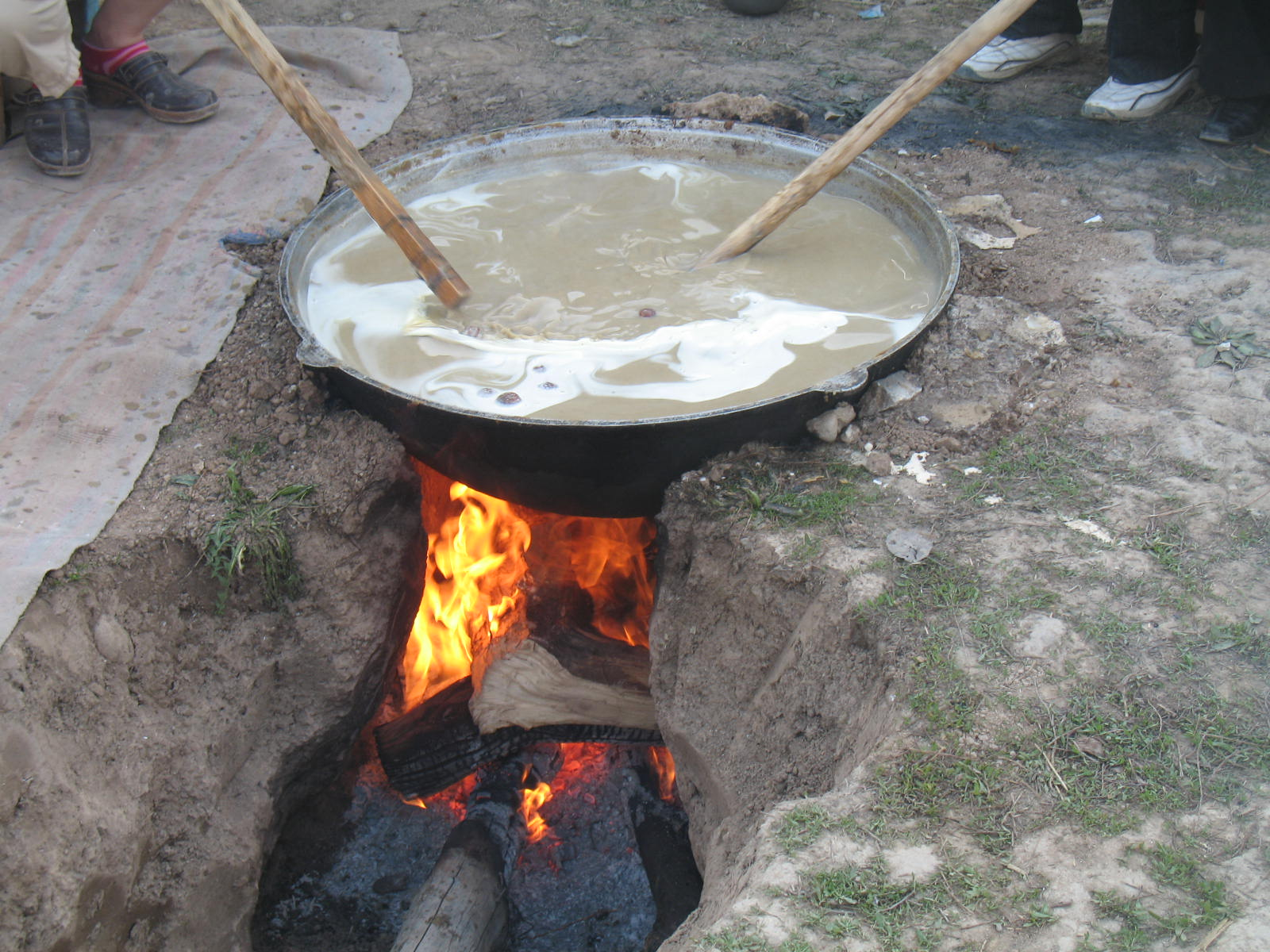
Koken van sumalak in een kazan op een grondoven.
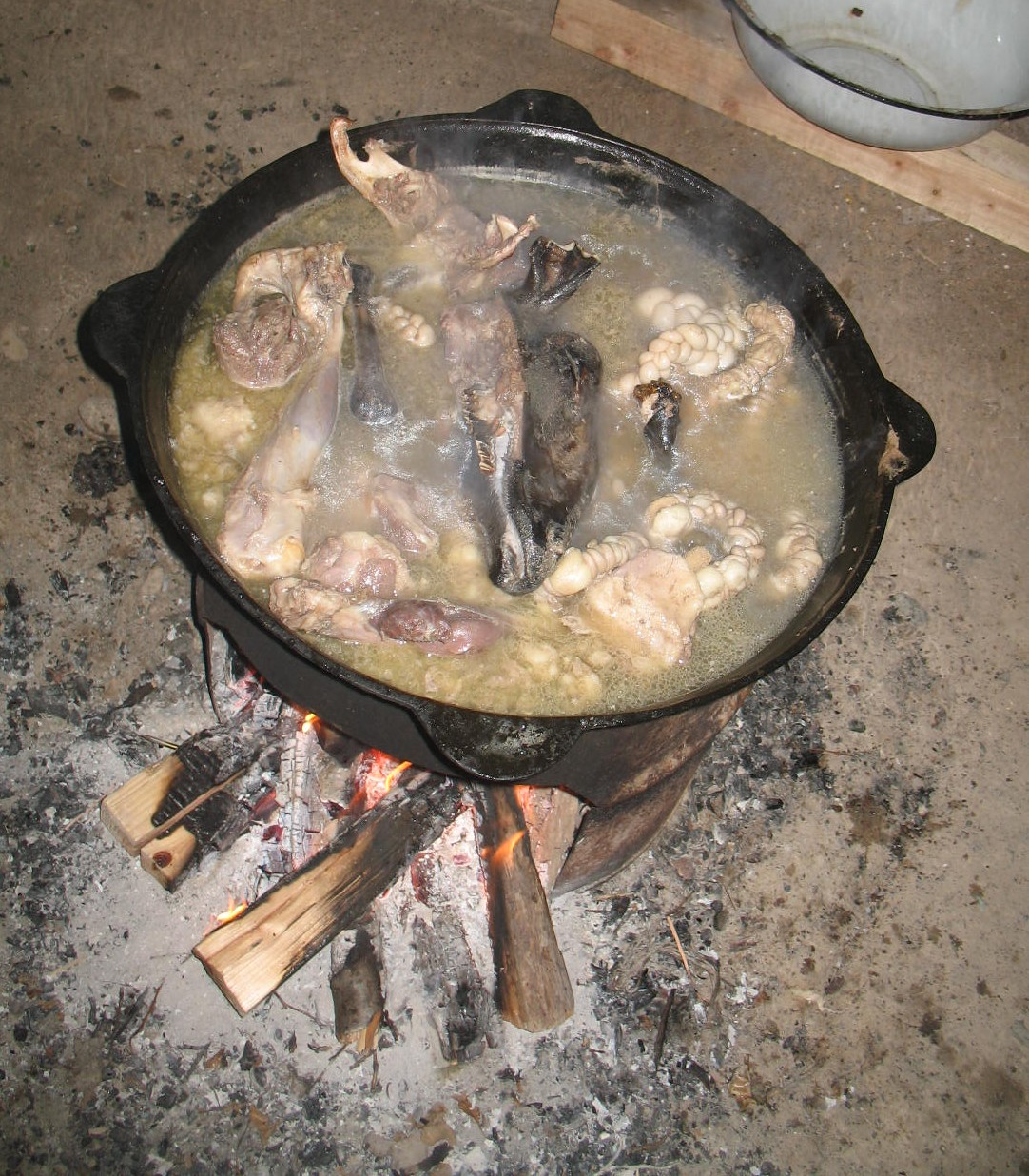
Shorpa, gekookt in een kazan in Kirgizië.
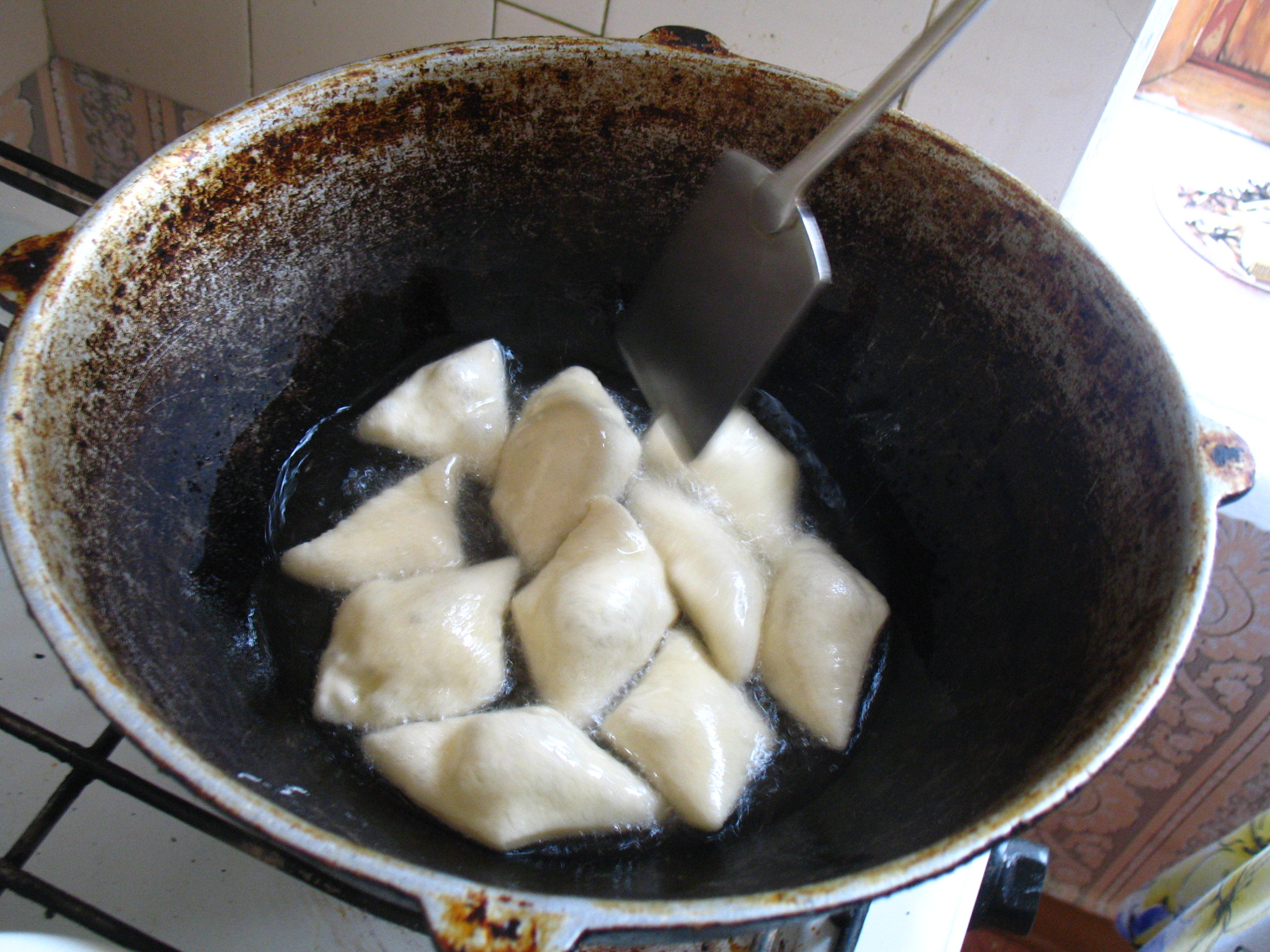
Kirgizische boorsoq gebakken in een kazan.
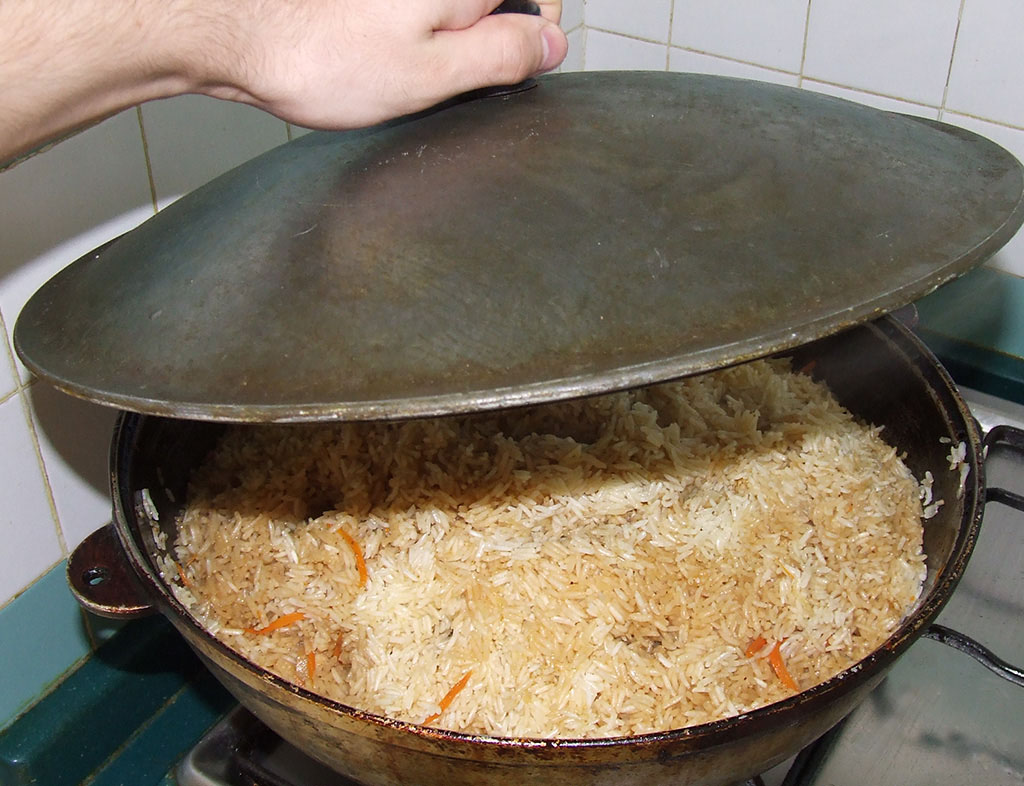
Bereiding van Plov in een kazan.